# Peter Frampton
Peter Frampton (n. 22 aprilie 1950) este un instrumentist, vocalist, compozitor englez din domeniul muzicii rock și fotograf amator, realizator al unor expoziții fotografice.
Cele mai cunoscute albume ale sale sunt Frampton Comes Alive, I'm in You, Fingerprints.

## Discografie
- Wind of Change (1972)
- Frampton's Camel (1973)
- Somethin's Happening (1974)
- Frampton (1975)
- Frampton Comes Alive! (1976)
- I'm in You (1977)
- Where I Should Be (1979)
- Rise Up (1980)
- Breaking All the Rules (1981)
- The Art of Control (1982)
- Premonition (1986)
- When All the Pieces Fit (1989)
- Peter Frampton (1994)
- Frampton Comes Alive! II (1995)
- Now (2003)
- Fingerprints (2006)
- Thank You Mr. Churchill (2010)
- Hummingbird in a Box (2014)
- Acoustic Classics (2016)
- All Blues (2019)
- Frampton Forgets the Words (Instrumental cover tracks) (2021)